# Metallostroï
Metallostroï (en russe : Металлострой) est une commune urbaine sous la juridiction de Saint-Pétersbourg, en Russie. Sa population s'élevait à 24 878 en 2010 et à 30 895 habitants en 2021..